# 紹皮內
50°15′43″N 36°15′36″E / 50.26194°N 36.26000°E
紹皮內（烏克蘭語：Шопине）是位於烏克蘭東部的村莊，由哈爾科夫州哈爾科夫區的德爾哈奇市鎮負責管轄。該村始建於1860年，面積0.37平方公里，海拔高度165米，2001年人口5，人口密度每平方公里13.7人。